# Baltzar Achates von Platen
Balzer Achaz von Platen (schwedisch Baltzar Achates von Platen; * 17. November 1712 in Stralsund; † 26. Oktober 1782 in Stockholm) war ein schwedischer Oberst und Chef des Regiments „Spens“.

## Leben

### Herkunft und Familie
Balzer Achaz war Angehöriger des pommerschen Adelsgeschlechts Platen. Seine Eltern waren der Erbherr zum Drigge und schwedische Kapitän Pribbert Achaz von Platen (1680–1759) und dessen erste Ehefrau Eleonore, geborene von Schwarzer († 1720). Er vermählte sich 1751 mit Ulrike Iserhielm (1721–1767), einer Enkelin des schwedischen Bischofs im Bistum Västerås Matthias Iser (1645–1725). Aus der Ehe gingen drei Söhne hervor:
- Achats Karl Freiherr von Platen (schwedisch Achates Carl friherre von Platen; 1752–1832), schwedischer Hofmarschall, Generalkriegskommissar in Pommern und seit 1815 Freiherr
- Gustav Bogislaf von Platen, (schwedisch Gustaf Bogislav von Platen; 1753–1830), schwedischer Oberst, 1818 naturalisiert in Finnland
- Friedrich Christian von Platen (schwedisch Fredrik Christian von Platen; 1755–1815), schwedischer Generalmajor

### Werdegang
Platen begann seine Laufbahn im schwedischen Heer 1728 als Freiwilliger im Leibregiment „König“ zu Fuß. Er avancierte 1730 zum Fourier und zum Förare. 1834 hat er zum ersten Mal seinen Abschied aus schwedischen Diensten erhalten.
Er trat daraufhin als Kornett in den Dienst König Stanislaus I. Leszczyńskis, stieg zum Leutnant auf und wurde im Thronfolgekrieg bei der Verteidigung Danzigs verwundet, geriet in russische Gefangenschaft und wurde nach Elbing gebracht. Mit Empfehlung König Friedrichs I. trat er in kaiserliche Dienste und wurde Adjutant beim nachmaligen Feldmarschall Neübergk. Er nahm an den Kampfhandlungen am Rhein teil. Wenig später kehrte er als Adjutant von Stanislaus Leszczyński in polnische Dienste zurück und wurde Kapitän in einem Dragoner-Regiment.
Als Fähnrich im Västmanland-Regiment kehrte Platen 1739 in schwedische Dienste zurück. Er erhielt seine Beförderung zum Leutnant und kämpfte 1741 bis 1742 im Krieg in Finnland. Er avancierte 1744 zum Kapitän, 1747 zum Major und wurde 1748 Ritter des Schwertordens.
Platen wurde 1751 in Schweden naturalisiert und 1752 bei der Adelsklasse der schwedischen Ritterschaft (Nr. 1922) introduziert. 1758 wurde er Oberstleutnant des Löwenfeld-Regiments und stieg 1761 zum Oberst der Armee auf. Am Siebenjährigen Krieg nahm er auf dem pommerschen Kriegsschauplatz teil. 1766 übernahm er das Regiment „Spens“ in Stralsund, wechselte in gleicher Funktion und im selben Jahr noch zum Tavastehus-Regiment. Bei der Krönung Gustavs III. 1771 war er als Bannerträger eingebunden. 1772 wechselte Platen noch einmal zum Savolak-Regiment, nahm aber im selben Jahr seinen Abschied vom aktiven Dienst.